# Артибонит
Артибонит (исп. Río Artibonite) — река на западе острова Гаити. Самая протяжённая река острова, длина составляет 240 километров.
Начинается в горах Кордильера-Сентраль в Доминиканской республике, затем течёт на юго-запад вдоль границы с республикой Гаити. После пересечения границы протекает по плодородной долине через одноимённый департамент и впадает в залив Гонав. Небольшие суда могут подниматься по реке на расстояние 160 км от устья.
В нижнем течении вода реки используется для ирригации. В 1956 году на реке была построена плотина, в результате чего образовалось водохранилище Пелигр, а в 1971 была запущена Пелигрская ГЭС. Эрозия почвы, вызванная вырубкой леса в долине реки, привела к сильному заилению водохранилища, что существенно снизило его сельскохозяйственный и энергетический потенциал. В первые годы ГЭС вырабатывала большую часть электричества в Гаити, но на конец 1990-х её доля снизилась до трети потребностей страны.